# توم سورنسن
توم سورنسن (بالإنجليزية: Tom Sorensen)‏ (6 أبريل 1971 في الولايات المتحدة - ) هو لاعب كرة طائرة الولايات المتحدة. شارك في الألعاب الأولمبية الصيفية 1996.

## وصلات خارجية
- توم سورنسن على موقع قاعدة بيانات الكرة الطائرة الشاطئية (الإنجليزية)
- توم سورنسن على موقع دوري الدرجة الأولى الإيطالي للكرة الطائرة - رجال (الإيطالية)
- توم سورنسن على موقع اللجنة الأولمبية الدولية (الإنجليزية)
- توم سورنسن على موقع أوليمبيديا (الإنجليزية)